# Ордонанс-компаније
Ордонанс-компаније (фр. Compagnie d'ordonnance) биле су најамничке јединице у сталној служби Француске и Бургундије у 15. и 16. веку.

## Француска
У стогодишњем рату (1337-1453) најамници су узели великог маха. Формирањем тзв. великих компанија постали су основна војна снага Француске, али у време мира и велики проблем, јер су се оставши без плате одавали пљачки. Ово је наносило нарочито велике штете трговини која се у то време брзо развијала. На иницијативу француских трговаца краљу је одобрен посебан порез да би најамнике могао узети у сталну службу. Краљевом уредбом (фр. ordonnance) од 26. маја 1445. формирано је 15 компанија, отуда названих ордонанс-компаније. Свака је имала 100 копаља од по 6 људи на коњу: оклопник (оклопни коњаник), лаки коњаник, два стрелца, носилац оружја и паж. Само су прва четворица били борци. На челу ордонанс-компаније био је капетан, обично племић, који је командовао уз помоћ поручника, стегоноше, заставника и официра који се бринуо о смештају и логоровању (фр. marechal des logis). Оклопници, названи и жандарми (фр. gendarmes), заштићени оклопом, били су наоружани копљем дугим 5 м, равним мачем и буздованом који је висио на седлу. У почетку оклопници су имали по 4 коња: за борбу, покрет, пртљаг и слугу; обично су се борили издвојени од осталих. Стрелци и лаки коњаници, мање заштићени, образовали су неку врсту лаке коњице која је извиђала и гонила. Порез за издржавање ордонанс-компанија прикупљао је главни ратни благајник (фр. tresorier general de guerre), а новац предавао капетанима. Оклопник је примао 10 ливара месечно, стрелац 5, лаки коњаник 4, а паж 3. За исхрану су се старали сами.

## Бургундија
По узору на Француску, ордонанс-компаније је формирао и бургундски војвода Карло Смели, али их је ојачао са по 300 пушака и 100 самострелаца, послужилаца кулеврина и копљаника. У бургундским ордонанс-компанијама здружени су сви родови оружја оног времена. Велика уредба Карла Смелог из 1473. најпотпунији је документ о ордонанс-компанијама из 15. века. Регулише најситније детаље - регрутовање старешина и војника, одсуства; бави се администрацијом (плата, опрема, оружје), маршевским поретком, становањем, односом према становништву, хијерархијом, дисциплином, казнама.

## Значај
Ордонанс-компаније сматрају се често као почетак стајаће војске у Западној Европи, али их је правилније схватити као високо организовано витештво које припада средњем веку. У хугенотским ратовима 16. века под утицајем развоја ватреног оружја ордонанс-компаније постепено мењају опрему, формацију и тактику, претварајући се у коњичке чете у непосредној краљевој (дворској) служби, као војна кућа краља.